# Julija Igorewna Skokowa
Julija Igorewna Skokowa (russisch Юлия Игоревна Скокова, wiss. Transliteration Julija Igorevna Skokova; * 1. Dezember 1982 in Jekaterinburg) ist eine ehemalige russische Eisschnellläuferin.

## Werdegang
Skokowa wurde im Jahr 2001 in Tscheljabinsk russische Juniorenmeisterin über 500 m und belegte bei den Juniorenweltmeisterschaften in Groningen den 15. Platz im Mehrkampf. Im folgenden Jahr siegte sie bei den russischen Juniorenmeisterschaften im Mehrkampf und errang bei den Juniorenweltmeisterschaften in Klobenstein den 14. Platz im Mehrkampf sowie den siebten Platz in der Teamverfolgung. In der Saison 2002/03 nahm sie in Erfurt erstmals am Eisschnelllauf-Weltcup teil, wobei sie in der B-Gruppe den 14. Platz über 3000 m errang und lief bei der Mehrkampfeuropameisterschaft 2003 in Heerenveen auf den 13. Platz im Mehrkampf. Beim Saisonhöhepunkt, den Einzelstreckenweltmeisterschaften 2003 in Berlin, kam sie jeweils auf den 15. Platz über 1000 m und 1500 m. Zudem wurde sie russische Meisterin über 1000 m. In den folgenden Jahren belegte sie bei der Mehrkampfeuropameisterschaft 2004 den 16. Platz und nahm bei der Winter-Universiade 2005 in Innsbruck an fünf Läufen teil, wobei der siebte Platz über 1500 m ihr bestes Ergebnis war. In der Saison 2006/07 siegte sie erneut bei den russischen Meisterschaften über 1000 m und gewann bei der Winter-Universiade 2007 in Turin die Silbermedaille in der Teamverfolgung sowie die Goldmedaille über 1000 m. Nachdem sie in der Saison 2010/11 in Hamar mit dem zweiten Platz in der Teamverfolgung ihre erste Podestplatzierung im Weltcup errang, lief sie bei der Mehrkampfeuropameisterschaft 2011 in Klobenstein auf den 12. Platz und bei den Einzelstreckenweltmeisterschaften 2011 in Inzell auf den 21. Platz über 1500 m. 
In der Saison 2011/12 holte Skokowa in der Teamverfolgung in Hamar ihren einzigen Weltcupsieg. Außerdem wurde sie einmal Zweite sowie zweimal Dritte in der Teamverfolgung und erreichte mit drei Top-Zehn-Platzierungen den siebten Platz in der Weltcupwertung über 1500 m. Bei der Mehrkampfeuropameisterschaft 2012 in Budapest wurde sie Sechste und bei den Einzelstreckenweltmeisterschaften 2012 in Heerenveen Achte über 1500 m sowie Vierte in der Teamverfolgung. Bei den Einzelstreckenweltmeisterschaften im folgenden Jahr in Sotschi errang sie den siebten Platz über 1500 m. In der Saison 2013/14 kam sie mit je einen zweiten und dritten Platz auf den vierten Platz in der Weltcupwertung über 1500 m. Zudem wurde sie in der Weltcupwertung über 1000 m Achte und bei der Mehrkampfweltmeisterschaft 2014 in Heerenveen Vierte sowie bei der Mehrkampfeuropameisterschaft 2014 in Hamar Fünfte. Beim Saisonhöhepunkt, den Olympischen Winterspielen 2014 in Sotschi, holte sie die Bronzemedaille in der Teamverfolgung. Außerdem belegte sie dort den 16. Platz über 1000 m, den achten Rang über 3000 m und den fünften Platz über 1500 m. Anfang April 2014 siegte sie bei den russischen Meisterschaften in Tscheljabinsk im Mehrkampf. Nachdem sie zu Beginn der Saison 2014/15 in Obihiro mit dem dritten Platz über 1500 m letztmals im Weltcup aufs Podest gekommen war, wurde sie über 1500 m und im Mehrkampf russische Meisterin und belegte bei der Mehrkampfeuropameisterschaft 2015 in Tscheljabinsk den achten Platz und bei der Mehrkampfweltmeisterschaft 2015 in Calgary den 16. Rang. Bei den Einzelstreckenweltmeisterschaften 2015 in Heerenveen gewann sie erneut die Bronzemedaille in der Teamverfolgung. Zudem lief sie dort auf den 16. Platz über 1000 m und auf den zehnten Rang über 1500 m. In der Saison 2017/18 absolvierte sie in Minsk ihren letzten Weltcup, welchen sie auf dem zehnten Platz über 1500 m beendete und errang bei den Europameisterschaften 2018 in Kolomna den 11. Platz über 1500 m. Die Saison beendete sie auf dem achten Platz in der Weltcupwertung über 1500 m.

## Erfolge

### Olympische Spiele
- 2014 Sotschi: 3. Platz Teamverfolgung, 5. Platz 1500 m, 8. Platz 3000 m, 16. Platz 1000 m

### Einzelstrecken-Weltmeisterschaften
- 2003 Berlin: 15. Platz 1000 m, 15. Platz 1500 m
- 2011 Inzell: 21. Platz 1500 m
- 2012 Heerenveen: 4. Platz Teamverfolgung, 8. Platz 1500 m
- 2013 Sotschi: 7. Platz 1500 m
- 2015 Heerenveen: 3. Platz Teamverfolgung, 10. Platz 1500 m, 16. Platz 1000 m

### Mehrkampf-Weltmeisterschaften
- 2014 Heerenveen: 4. Platz Mehrkampf
- 2015 Calgary: 16. Platz Mehrkampf

### Europameisterschaften
- 2003 Heerenveen: 13. Platz Mehrkampf
- 2004 Heerenveen: 16. Platz Mehrkampf
- 2011 Klobenstein: 12. Platz Mehrkampf
- 2012 Budapest: 6. Platz Mehrkampf
- 2014 Hamar: 5. Platz Mehrkampf
- 2015 Tscheljabinsk: 8. Platz Mehrkampf
- 2018 Kolomna: 11. Platz 1500 m

### Weltcupsiege im Team
| Nr. | Datum            | Ort   | Disziplin        |
| --- | ---------------- | ----- | ---------------- |
| 1.  | 12. Februar 2012 | Hamar | Teamverfolgung 1 |

## Persönliche Bestzeiten
| Disziplin | Zeit        | Datum             | Ort            |
| --------- | ----------- | ----------------- | -------------- |
| 500 m     | 39,00 s     | 22. März 2014     | Heerenveen     |
| 1000 m    | 1:15,33 min | 17. November 2013 | Salt Lake City |
| 1500 m    | 1:53,87 min | 16. November 2013 | Salt Lake City |
| 3000 m    | 4:07,00 min | 15. November 2013 | Salt Lake City |
| 5000 m    | 7:18,50 min | 22. März 2014     | Heerenveen     |